# Khokhol'sky (huyện)
Huyện Khokhol'sky (tiếng Nga: ? райо́н) là một huyện hành chính tự quản (raion), của Tỉnh Voronezh, Nga. Huyện có diện tích 1418 km², dân số thời điểm ngày 1 tháng 1 năm 2000 là 35400 người. Trung tâm của huyện đóng ở Khokhol'sky.